# Alfonso Ambrosino
Alfonso Ambrosino (Nola, 25 giugno 1926 – 15 agosto 1998) è stato un politico italiano.

## Biografia
Medico, viene eletto alla Camera dei deputati nella VII legislatura della Repubblica Italiana con la Democrazia Cristiana, restando in carica dal 1976 al 1979. Fu anche due volte sindaco della sua città natale, Nola, il primo periodo compreso tra il 1969 e il 1972 e il secondo tra il 1974 e il 1977
Muore all'età di 72 anni il giorno di Ferragosto del 1998.